# Atlantis (catch)
Pour les articles homonymes, voir Atlantis.
Alfonso Vega Lopez, né le 28 septembre 1962 à Los Altos dans la région de Jalisco, est un Luchador mexicain ou lutteur professionnel travaillant sous le nom d'Atlantis au sein du Consejo Mundial de Lucha Libre.

## Carrière

### Consejo Munidal de Lucha Libre (1983-...)
Le 5 avril 2009, il perd le NWA World Light Heavyweight Championship contre El Texano, Jr qui met fin a son règne de 988 jours.
Le 16 novembre, Atlantis a annoncé qu'il a officiellement former un groupe nommée Los Reyes de la Atlantida ( "Les Rois de l'Atlantide ») avec Delta et Guerrero Maya, Jr,,. Le 16 Décembre, le trio bat Los Invasores (Olímpico , Psicosis II et Volador Jr.) pour remporter les Mexican National Trios Championship. Le 2 Mars 2012, lors de Homenaje a Dos Leyendas, Atlantis a remporté son troisième  CMLL Torneo Nacional de Parejas Increibles Tournament, cette fois en équipe avec Mr. Niebla. Le 22 Juin, Los Reyes de la Atlantida perdent les Mexican National Trios Championship contre Los Depredadores del Aire (Black Warrior, Mr. Águila et Volador Jr.). Le 3 août 2012, lui et Diamante Azul battent Dragón Rojo, Jr. et Último Guerrero et remportent les CMLL World Tag Team Championship. Le 30 Octobre, Los Reyes de la Atlantida battent Los Depredadores del Aire et remportent pour la deuxième fois les Mexican National Trios Championship. Le 13 novembre 2012, lui et Diamante Azul perdent les CMLL World Tag Team Championship contre Tama Tonga et El Terrible. Le 16 Décembre, Los Reyes de la Atlantida perdent les Mexican National Trios Championship contre Los Invasores (Kraneo, Mr. Águila et Psicosis II).
Le 24 août 2015, il bat Mephisto et remporte le Mexican National Light Heavyweight Championship. Le 16 octobre, il bat Último Guerrero en finale pour remporter le Universal Championship 2015.

### New Japan Pro Wrestling (2011-...)
Le 22 janvier 2011, lui et Okumura perdent contre Bad Intentions (Giant Bernard et Karl Anderson) et ne remportent pas les IWGP Tag Team Championship.

### Ring Of Honor (2018-...)
Il fait ses débuts à la fédération lors de ROH State Of The Art - Tag 1, où lui, Guerrero Maya Jr. et Stuka Jr. battent SoCal Uncensored (Christopher Daniels, Frankie Kazarian et Scorpio Sky). Lors de ROH State Of The Art - Tag 2, ils perdent contre The Kingdom (Matt Taven, TK O'Ryan et Vinny Marseglia) et ne remportent pas les ROH World Six-Man Tag Team Championship.

## Palmarès
- Consejo Mundial de Lucha Libre
  - 5 fois CMLL World Tag Team Championship avec Rayo de Jalisco, Jr. (1), Lizmark (1), Blue Panther (1), Último Guerrero (1) et Diamante Azul (1)[18]
  - 2 fois CMLL World Light Heavyweight Championship[18]
  - 4 fois CMLL World Trios Championship avec Mr. Niebla et Lizmark (1), Mr. Niebla et Black Warrior (1), Último Guerrero et Tarzan Boy (1), Último Guerrero et Negro Casas[18]
  - 1 fois Mexican National Light Heavyweight Championship (actuel)[18]
  - 1 fois Mexican National Middleweight Championship[18]
  - 1 fois Mexican National Tag Team Championship avec Ángel Azteca[18]
  - 4 fois Mexican National Trios Championship avec Octagón et Máscara Sagrada (1) et Delta et Guerrero Maya, Jr. (3)[18]
  - Torneo Gran Alternativa (2005) avec La Máscara[1]
  - Copa Bobby Bonales (2011)[1]
  - Copa Victoria (1997)[1]
  - Forjando un Ídolo: Guerra Continúa (2011) – avec Delta et Guerrero Maya, Jr.[1]
  - International Gran Prix (2005)[1]
  - Leyenda de Azul (2014)[1]
  - Leyenda de Plata (2005)[1]
  - CMLL Torneo Nacional de Parejas Increibles (2010, 2011, 2012, 2014) avec Máscara Dorada (2010, 2011), Mr. Niebla (2012) et Euforia (2014)[1]
  - Torneo Increibles de Parejas, Arena Puebla avec Volador Jr.[1]
  - Universal Championship (2015)[1]
  - CMLL Tag Team of the Year (2010) – avec Último Guerrero[1]

- Lucha Libre Azteca
  - 2 fois LLA Azteca Championship (actuel)[18]

- Michinoku Pro Wrestling
  - 1 fois Tohoku Junior Heavyweight Championship[18]
  - Fukumen World League (2003)[1]

- National Wrestling Alliance
  - 1 fois NWA World Light Heavyweight Championship[18]
  - 3 fois NWA World Middleweight Championship[18]

- New Japan Pro Wrestling
  - Fantastica Mania 2015 Tag Tournament avec Máscara Dorada[1]

- Pro Wrestling Illustrated
  - Classé 49e parmi les 500 meilleurs catcheurs au classement PWI500 en 2000[19].
  - Classé 34e parmi les 500 meilleurs catcheurs au classement PWI500 en 2006[19].

- Universal Wrestling Entertainment
  - 1 fois UWE Tag Team Championship avec Último Guerrero

- World Wrestling Association
  - 1 fois WWA Light Heavyweight Championship (actuel)[18]

- Wrestling Observer Newsletter
  - Match de l'année (2000) vs. Villano III le 17 mars
  - Wrestling Observer Newsletter Hall of Fame (2013)

### Résultats des matchs à enjeu (Luchas de apuestas)
| # | Vainqueur (enjeu) | Perdant (enjeu)      | Date              | Lieu   | Notes                                  |
| - | ----------------- | -------------------- | ----------------- | ------ | -------------------------------------- |
| 1 | Atlantis (masque) | Talismán (masque)    | 21 septembre 1984 | Mexico | Au cours de EMLL 51st Anniversary Show |
| 2 | Atlantis (masque) | Hombre Bala (masque) | 5 décembre 1986   | Mexico | Au cours d'un Live Event               |